# ショーシュタニ
ショーシュタニ（Šoštanj, ドイツ語：Schönstein）は、スロベニアの市である。市庁は市名と同じショーシュタニの集落に置かれている。1994年に行われたスロベニアの自治体改革以前はヴェレニエ市に含まれていたが、ヴェレニエ市の44の集落のうちの11の集落が独立して新たにショーシュタニ市を形成した。9月30日を市の祝日としている。

## 集落
ショーシュタニは市庁の置かれた市と同名の集落であるショーシュタニの他、以下の10つの集落が含まれる。
- Bele Vode (en:Bele Vode, Šoštanj)
- Družmirje (en:Družmirje)
- Florjan (en:Florjan, Šoštanj)
- Gaberke (en:Gaberke)
- Lokovica (en:Lokovica, Šoštanj)
- Ravne (en:Ravne, Šoštanj)
- Šentvid pri Zavodnju (en:Šentvid pri Zavodnju)
- Skorno pri Šoštanju (en:Skorno pri Šoštanju)
- Topolšica (en:Topolšica)
- Zavodnje (en:Zavodnje)